# サン・ロッケ教会

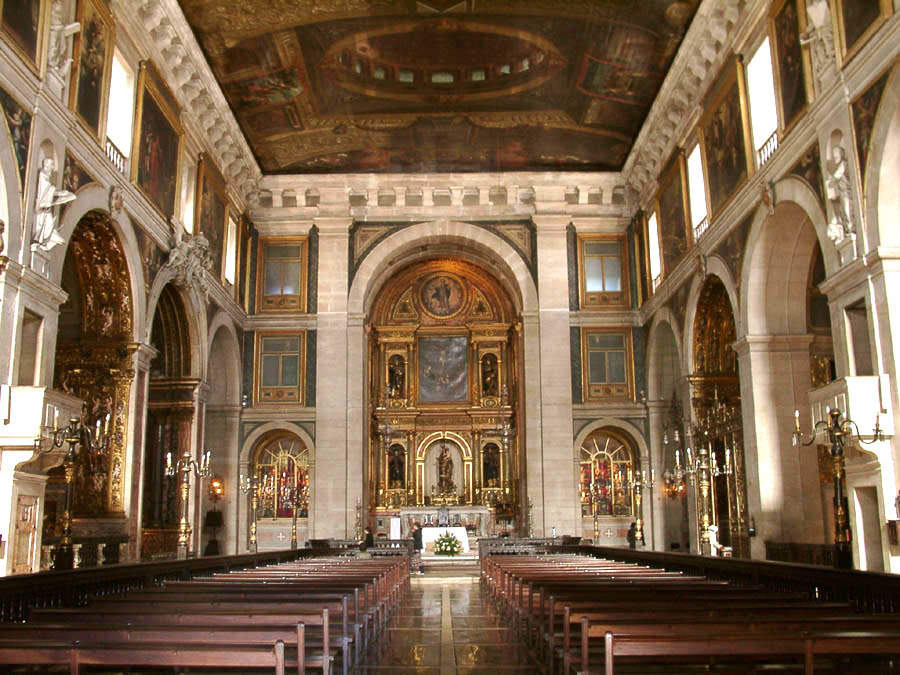
サン・ロッケ教会の内装

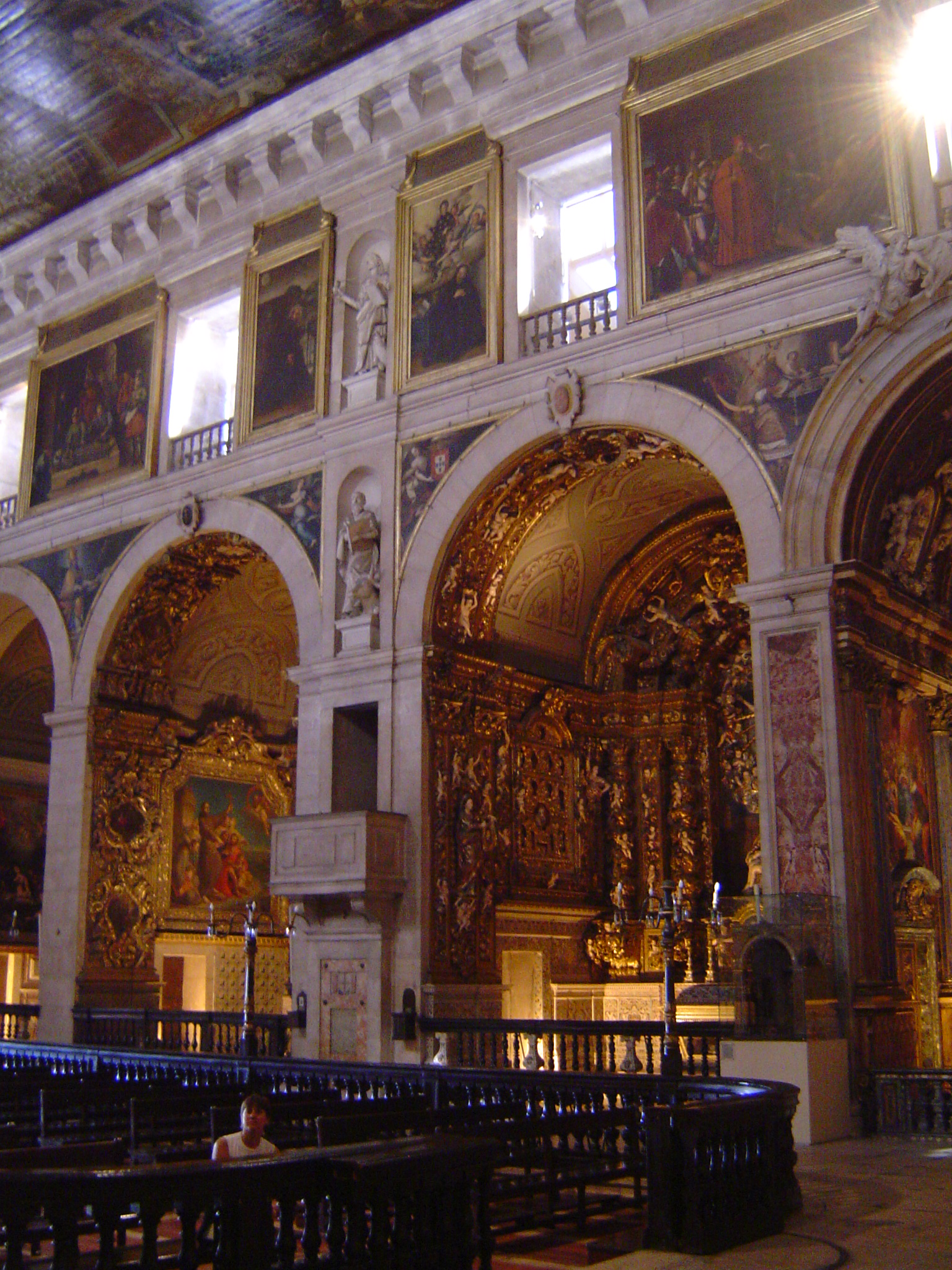
礼拝堂

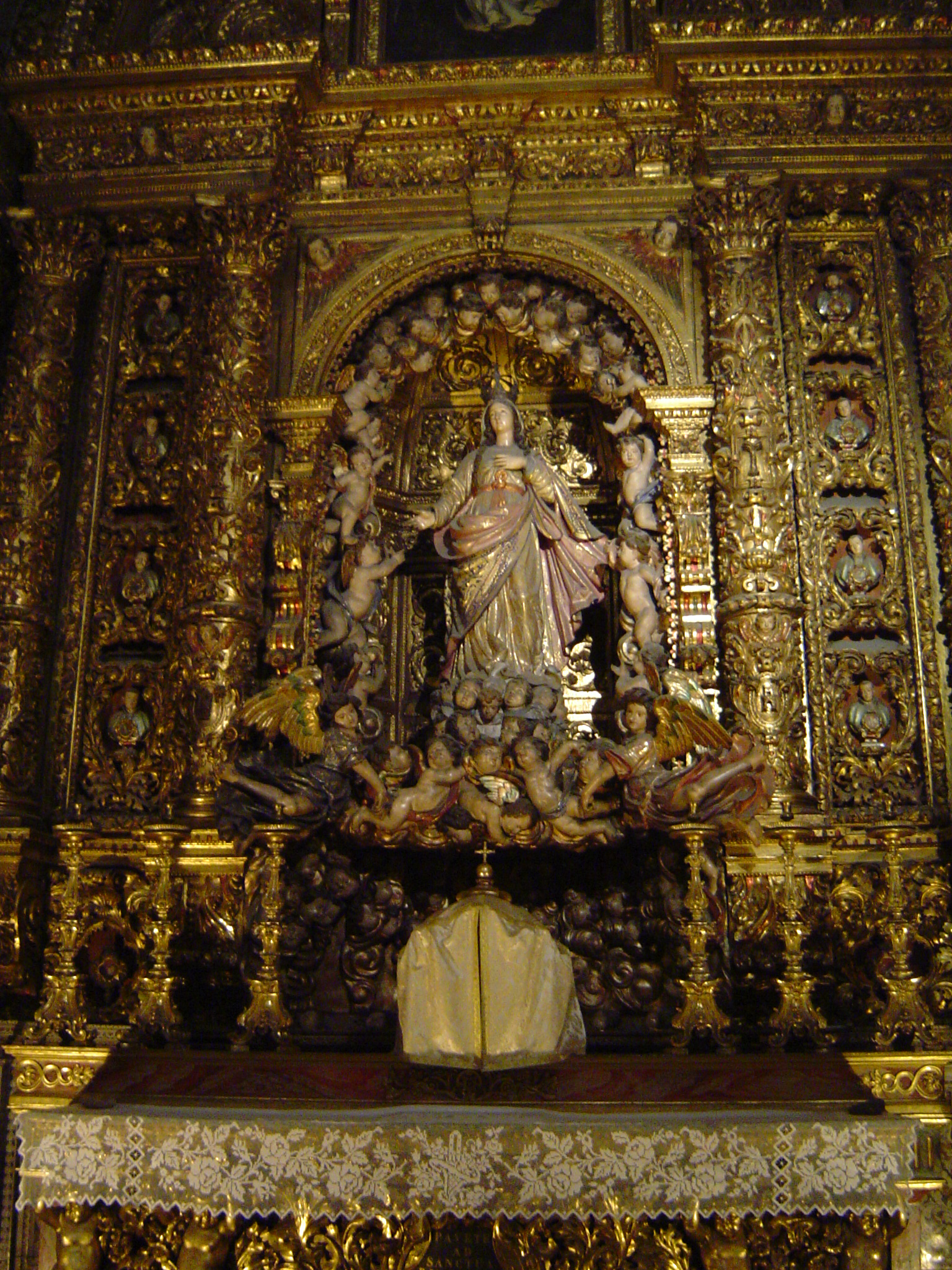
礼拝堂のバロック装飾

サン・ロッケ教会 （Igreja de São Roque）は、ポルトガル・リスボンにあるイエズス会の教会。16世紀から18世紀にかけての豪華な内装が保存されている。

## 歴史
サン・ロッケ（ラテン語名：聖ロクス）の原型となる礼拝堂は、1506年から1515年にかけ城壁の外にマヌエル様式で建てられた。聖ロクスは黒死病から信者を守ってくれると信じられており、ジョアン3世は1523年にサン・ロッケ教会のそばに黒死病が原因で死んだ者たち専用の墓をつくらせた。1525年、礼拝堂でサン・ロッケの信徒会が結成された。 
1540年、イエズス会から派遣されてきた最初の会員たちがポルトガルへ到着した。中には、のちに東アジアへ初めて布教へ赴いたフランシスコ・ザビエルも含まれていた。イエズス会は1553年にサン・ロッケ礼拝堂を所有、すぐに小さな礼拝堂を大きな教会とすることを決めた。現在の建物は1565年から1587年にかけ、簡素なマニエリスム様式で建造された。その教会は、ポルトガル国内やポルトガルの植民地にある他のイエズス会派教会の建築的手本となるようにされた。
1584年、サン・ロッケ教会は天正遣欧少年使節のための宿舎として提供された。
1世紀の間、サン・ロッケ教会の内装は、マニエリスム様式、バロック様式、ロココ様式などの芸術で飾り立てられた。教会内にあるサン・ジョアン・バプティスタ礼拝堂は広く知られ興味深い。ジョアン5世はローマ風のバロック様式を大変好み、植民地ブラジルで産出された金を惜しげもなく使い、1740年にイタリア人芸術家ルイージ・ヴァンヴィテッリとニコラ・サルヴィに命じて礼拝堂全体をつくらせた。ローマで教皇により祝別されたのち、壮麗な礼拝堂は解体されリスボンに送られ、1747年から1752年にかけサン・ロッケ教会内で再度組み立てられた。 
イエズス会は、ジョゼ1世の宰相ポンバル侯により1758年にポルトガルから追放され、所有していた資産も国家に没収された。1768年、ジョゼ1世はサン・ロッケ教会とかつてのイエズス会の資産を、1498年創設のポルトガルの信仰慈善団体『ミゼリコリダ協会』へ与えた。

## 芸術

### 建築
1553年にイエズス会はサン・ロッケ協会の礼拝堂を所有し、当時としては非常にモダンな平面図を新しい教会のためにつくった。一つだけの側廊を持つ主礼拝堂、本堂に添った8つの横並びの礼拝堂、である。簡素なマニエリスム（のちのルネサンス様式）の新教会は1565年頃から工事が始まり1587年に完成した。最初の建築家は、1577年の後にバルタザール・アルバレスの跡を継いだアフォンソ・アルヴァレスである。1580年にスペイン支配下に入ると、フェリペ2世の宮廷建築家、イタリア人フィリッポ・テルツィがファサードと教会の内装を完成させた。建物のデザインは、ポルトガルや植民地にイエズス会が建てた教会の多くの模範となった。

### 内装
1世紀かけサン・ロッケ教会の内装は、マニエリスム、バロック、ロココの各様式で飾り立てられた。平らな木造の天井はフランシスコ・ヴェネガスの手で1588年頃透視図法で描かれた。16世紀後半にタイル（アズレージョ）が、礼拝堂内部を1584年頃フランシスコ・デ・マトスが多色使いのタイルを用いて彩ったのと同様に、本堂の壁のいくつかを覆った。タイルで飾られた礼拝堂内には、ガスパル・ディアスの手による絵画『聖ロチュスと天使』がある。本堂の木造の祭壇は1625年から1628年にかけ建てられた。ここにはイエズス会の著名な4人の聖人像が並ぶ。イグナチオ・デ・ロヨラ、フランシスコ・ザビエル、フランシスコ・ボルハ、アロイジオ・ゴンザガである。
17世紀から18世紀、礼拝堂本堂にバロック様式の装飾が加わった。最も重要な部分は、ノッサ・セニョーラ・ダ・ピエダーデ礼拝堂（慈悲の聖母礼拝堂）とサンティシモ礼拝堂で、どちらもポルトガル・バロックの中で華麗なものである。対照的にサン・ジョアン・バプティスタ礼拝堂は、1740年にローマでイタリア人芸術家の手でつくられた作品である。この礼拝堂は新古典ロココ様式で、絵画、青銅の浮き彫り、像、モザイク、多彩な大理石で飾られている。